# Anaphes fortipennis
Anaphes fortipennis is een vliesvleugelig insect uit de familie Mymaridae. De wetenschappelijke naam is voor het eerst geldig gepubliceerd in 1953 door Soyka.